# Уједињено Краљевство на Европском првенству у атлетици у дворани 2013.
Уједињено Краљевство је учествовало на 32. Европском првенству у дворани 2013 одржаном у Гетеборгу, Шведска, од 28. фебруара до 3. марта. Ово је било тридесет друго Европско првенство у атлетици у дворани од његовог оснивања 1970. године на којем је Уједињено Краљевство учествовало, односно учествовало је на свим првенствима до данас. Репрезентацију Уједињеног Краљевства представљало је 23 спортиста (12 мушкараца и 11 жена) који су се такмичили у 16 дисциплина (7 мушких и 9 женских).
На овом првенству Уједињено Краљевство је заузело 2 место по броју освојених медаља са 8 освојених медаље (четири златне, три сребрне и једна бронзана). У мушкој конкуренцији било је треће са 4 медаље 1 златна, 2 сребрне и 1 бронзана, док је код жена било прво са 4 медаље 3 златне и 1 сребрна. У табели успешности према броју и пласману такмичара који су учествовали у финалним такмичењима (првих 8 такмичара) Уједињено Краљевство је са 21 учесником у финалу заузелоа 2. место са 99 бодова.
На овом првенству Уједињено Краљевство је остварило и следеће резултате: оборен је један рекорд европских првенстава, један национални и 6 личних рекорда и остварена су 3 најбоља светска резултата сезоне и 10 најбољих личних резултата сезоне.

## Учесници
| Мушкарци: - Џејмс Дасаолу — 60 м - Хари Ејкинс-Арити — 60 м - Двејн Чејмберс — 60 м - Најџел Левин — 400 м, 4 х 400 м - Мајкл Бингам — 400 м, 4 х 400 м - Ричард Страхан — 400 м, 4 х 400 м - Мухтар Мохамед — 800 м - Мајкл Ример — 800 м - Ричард Бак — 4 х 400 м - Роберт Грабарз — Скок увис - Стивен Луис — Скок мотком - Кристофер Тамилсон — Скок удаљ | Жене: - Аша Филип — 60 м - Пери Шејкс Дрејтон — 400 м, 4 х 400 м - Ејли Чајлд — 400 м, 4 х 400 м - Шана Кокс — 400 м, 4 х 400 м - Џенифер Медоус — 800 м - Лора Мјур — 1.500 м - Лорен Хауард — 3.000 м - Кристин Охуруогу — 4 х 400 м - Холи Блесдејл — Скок мотком - Шара Проктор — Скок удаљ - Јамиле Алдама — Троскок |  |

## Освајачи медаља (8)

### Злато (4)
| - Мајкл Бингам, Ричард Бак, Најџел Левин, Ричард Стракан — 4 х 400 м | - Пери Шејкс Дрејтон — 400 м - Ејли Чајлд, Шана Кокс, Кристин Охуруогу, Пери Шејкс Дрејтон — 4 х 400 м - Холи Блесдејл — Скок мотком |

### Сребро (3)
| - Џејмс Дасаолу — 60 м - Најџел Левин — 400 м | - Ејли Чајлд — 400 м |

### Бронза (1)
- Мухтар Мохамед — 800 м

## Резултати

### Мушкарци
| Атлетичар          | Дисциплина  | Лични рекорд | Квалификације | Квалификације | Полуфинале           | Полуфинале           | Финале               | Финале       | Детаљи |
| Атлетичар          | Дисциплина  | Лични рекорд | Резултат      | Место         | Резултат             | Место                | Резултат             | Место        | Детаљи |
| ------------------ | ----------- | ------------ | ------------- | ------------- | -------------------- | -------------------- | -------------------- | ------------ | ------ |
| Џејмс Дасаолу      | 60 м        | 6,48         | 6,62 КВ       | 2. у гр. 3    | 6,52 КВ, ЛР          | 1. у гр. 2           | 6,48 =СРС, ЛР        |              |        |
| Хари Ејкинс-Арити  | 60 м        | 6,55         | 6,65 КВ, ЛРС  | 3. у гр. 1    | 6,64 КВ, ЛРС         | 3. у гр. 1           | 6,63 ЛРС             | 7 / 22       |        |
| Двејн Чејмберс     | 60 м        | 6,42         | 6,78          | 5. у гр. 2    | Није се квалификовао | Није се квалификовао | Није се квалификовао | 17 / 22      |        |
| Најџел Левин       | 400 м       | 45,71        | 46,68 КВ      | 2. у гр. 4    | 46,50                | 2. у гр. 1           | 46,21 ЛРС            |              |        |
| Мајкл Бингам       | 400 м       | 45,69        | 46,92 КВ      | 2. у гр. 2    | 46,91 КВ             | 3. у гр. 2           | 46,81                | 5 / 21 (23)  |        |
| Ричард Страхан     | 400 м       | 46,22        | 46,96 КВ      | 1. у гр. 3    | 46,88 КВ             | 2. у гр. 2           | 47,02                | 6 / 21 (23)  |        |
| Мухтар Мохамед     | 800 м       | 1:46,58      | 1:49,43 КВ    | 1. у гр. 1    | 1:49,89              | 1. у гр. 2           | 1:49,60              |              |        |
| Мајкл Ример        | 800 м       | 1:46,55      | 1:51,04       | 3. у гр. 4    | Није се квалификовао | Није се квалификовао | Није се квалификовао | 13 / 26 (28) |        |
| Џо Томас           | 800 м       | 1:46,33      | 1:51,11 КВ    | 1. у гр. 2    | 1:49,14              | 4. у гр. 1           | Није се квалификовао | 8 / 26 (28)  |        |
| Мајкл Бингам²      | 4 х 400 м   | 3:03,20 НР   |               |               |                      |                      | 3:05,78              |              |        |
| Ричард Бак         | 4 х 400 м   | 3:03,20 НР   |               |               |                      |                      | 3:05,78              |              |        |
| Најџел Левин²      | 4 х 400 м   | 3:03,20 НР   |               |               |                      |                      | 3:05,78              |              |        |
| Ричард Стракан²    | 4 х 400 м   | 3:03,20 НР   |               |               |                      |                      | 3:05,78              |              |        |
| Роберт Грабарз     | Скок увис   | 2,34         | 2.23 кв       | 5. у гр. Б    |                      |                      | 2,23                 | 6 / 26 (27)  |        |
| Стивен Луис        | Скок мотком | 5,77         | 5,70 кв, ЛРС  | 4. у гр. А    | 5,71 ЛРС             | 6 / 23 (25)          |                      |              |        |
| Кристофер Тамилсон | Скок удаљ   | 8,18 НР      | 7,98 кв, ЛРС  | 4. у гр. Б    | 7,95                 | 7 / 25               |                      |              |        |

 Такмичари у штафети означени бројем учествовали су и у појединачним дисциплинама 

### Жене
| Атлетичарка         | Дисциплина  | Лични рекорд | Квалификације | Квалификације | Полуфинале        | Полуфинале  | Финале               | Финале      | Детаљи |
| Атлетичарка         | Дисциплина  | Лични рекорд | Резултат      | Место         | Резултат          | Место       | Резултат             | Место       | Детаљи |
| ------------------- | ----------- | ------------ | ------------- | ------------- | ----------------- | ----------- | -------------------- | ----------- | ------ |
| Аша Филип           | 60 м        | 7,15         | 7,19 КВ       | 2. у гр. 2    | 7,17 КВ           | 2. у гр. 2  | 7,15 =ЛР             | 5 / 23 (24) |        |
| Пери Шејкс Дрејтон  | 400 м       | 51,37        | 51,70 КВ      | 1. у гр. 1    | 51,03 КВ, ЕРС, ЛР | 1. у гр. 2  | 50,85 СРС, ЛР        |             |        |
| Ејли Чајлд          | 400 м       | 51,50        | 52,05 КВ      | 1. у гр. 3    | 52,29 КВ          | 1. у гр. 1  | 51,45 ЛР             |             |        |
| Шана Кокс           | 400 м       | 52,13        | 52,99 кв      | 3. у гр. 2    | 52,86 КВ, ЛРС     | 3. у гр. 1  | 53,15                | 6 / 20      |        |
| Џенифер Медоус      | 800 м       | 1:58,43 НР   | 2:02,88 КВ    | 3. у гр. 1    | 2:01,02 КВ, ЛРС   | 1. у гр. 1  | 2:01,52              | 4 / 13 (16) |        |
| Лора Мјур           | 1.500 м     | 4:12,39      | 4:12,36 КВ    | 2. у гр. 1    |                   |             | 4:18,39              | 8 / 20      |        |
| Лорен Хауард        | 3.000 м     | 8:52,00      | 9:03,30 КВ    | 2. у гр. 1    | 9:04,04           | 6 / 17 (18) |                      |             |        |
| Ејли Чајлд²         | 4 х 400 м   | 3:28,69 НР   |               |               |                   |             | 3:27,56 РЕП, НР, СРС |             |        |
| Шана Кокс²          | 4 х 400 м   | 3:28,69 НР   |               |               |                   |             | 3:27,56 РЕП, НР, СРС |             |        |
| Кристин Охуруогу    | 4 х 400 м   | 3:28,69 НР   |               |               |                   |             | 3:27,56 РЕП, НР, СРС |             |        |
| Пери Шејкс Дрејтон² | 4 х 400 м   | 3:28,69 НР   |               |               |                   |             | 3:27,56 РЕП, НР, СРС |             |        |
| Холи Блесдејл       | Скок мотком | 4,87 НР      | 4,56 КВ       | 2.            |                   |             | 4,67                 |             |        |
| Шара Проктор        | Скок удаљ   | 6,89 НР      | 6,61 кв       | 2.            | 6,69              | 4 / 19      |                      |             |        |
| Јамиле Алдама       | Троскок     | 14,90        | 13,92 кв      | 6.            | 13,95 ЛРС         | 6 / 19 (21) |                      |             |        |

 Такмичарке у штафети означене бројем учествовале су и у појединачним дисциплинама 